# Poison Flowers
Poison Flowers è un singolo del cantante statunitense Billy Howerdel, pubblicato il 4 marzo 2022 come primo estratto dal primo album in studio What Normal Was.

## Descrizione
Si tratta della prima pubblicazione del cantautore come solista a quattordici anni di distanza da Keep Telling Myself It's Alright, pubblicato con il progetto parallelo da lui fondato Ashes Divide. Come già avvenuto negli ultimi lavori degli A Perfect Circle e degli Ashes Divide, Howerdel si è occupato di tutti gli aspetti della strumentazione del brano ad eccezione della batteria, curata dallo storico collaboratore Josh Freese.
Rispetto a quanto visto in Keep Telling Myself It's Alright, il brano si caratterizza per un massiccio uso dell'elettronica finalizzato alla creazione di atmosfere cupe e inquietanti assimilabili a gruppi come Depeche Mode, Nine Inch Nails e gli stessi A Perfect Circle.

Presentando il singolo, Howerdel ha spiegato:

## Video musicale
Il 26 aprile 2022, contemporaneamente all'annuncio del titolo dell'album e della tournée a supporto di quest'ultimo, è stato pubblicato sul canale YouTube della Rise Records un video per il brano diretto da Rizz del gruppo musicale Vowws.

## Tracce
Testi e musiche di William Howerdel.
1. Poison Flowers – 5:32

## Formazione
Musicisti
- Billy Howerdel – voce, chitarra, basso, programmazione, tastiera
- Josh Freese – batteria

Produzione
- Billy Howerdel – produzione, ingegneria del suono
- Danny Lohner – produzione
- Hannah Vandermolen – produzione parti vocali
- Smiley Sean – ingegneria del suono aggiuntiva
- Justin McGrath – montaggio digitale
- Matty Green – missaggio
- Joe LaPorta – mastering